# Tupiperla umbya
Tupiperla umbya är en bäcksländeart som beskrevs av Froehlich 1998. Tupiperla umbya ingår i släktet Tupiperla och familjen Gripopterygidae. Inga underarter finns listade i Catalogue of Life.